# 夢番地一丁目
「夢番地一丁目」（ゆめばんちいっちょうめ）は、1981年1月21日に発売された石川ひとみの10枚目のシングル。発売元はNAVレコード。

## 概要
A面曲は、東京12チャンネル（現：テレビ東京）で1980年5月から1981年3月まで放送され、石川自身も出演したバラエティ番組「お化けのサンバ」のエンディング・テーマとして使用された。
作詞はA・B面曲ともに、石川の楽曲では初となる山上路夫が手掛けている。このシングルから新たにディレクターとなった長岡和弘によると、当時大学の周辺でフォーク喫茶のブームが起きており、そういう場所でかかるような曲を作ろうと企画されたものだという。作詞をガロの「学生街の喫茶店」を手掛けた山上に依頼したのもそのような狙いがあったからだと話している。
2021年4月に開催された石川にとって初の配信ライブとなる ″石川ひとみ LIVE「わたしの毎日」″ ではこの曲が披露された。

## 収録曲
1. 夢番地一丁目（3分28秒）
作詞：山上路夫／作曲：芳野藤丸／編曲：渡辺茂樹
2. 人形が見てる（3分47秒）
作詞：山上路夫／作曲：佐瀬寿一／編曲：渡辺茂樹

## 参考資料
- オリコン『SINGLE CHART-BOOK COMPLETE EDITION 1968-2005』オリコン・マーケティング・プロモーション、2006年4月。ISBN 9784871310765。
- 濱口英樹『ヒットソングを創った男たち 歌謡曲黄金時代の仕掛人』シンコーミュージック・エンタテイメント、2018年12月。ISBN 9784401645268。